# Prevoj
Prevòj funkcije je točka na grafu funkcije, kjer se spremeni smer ukrivljenosti grafa. Če graf do te točke zavija v levo, potem od te točke naprej zavija v desno (ali obratno). Prevoj je tudi meja med območjem konveksnosti in območjem konkavnosti funkcije.
Če je funkcija odvedljiva, potem lahko v poljubni točki določimo tangento na graf. Na območju konveksnosti graf leži nad tangento, na območju konkavnosti pa pod tangento. Posledično v prevoju graf funkcije prečka tangento.
Drugi odvod funkcije (če obstaja) je v prevoju enak nič: {\displaystyle f''(x)=0\,\!}.
Če je v prevoju tudi prvi odvod enak nič, potem je tangenta v tem prevoju vodoravna. Takemu prevoju rečemo vodoravni prevoj. Poseben primer vodoravnega prevoja funkcije je ničla tretje (oz. pete, sedme, itd.) stopnje.